# Melrose (Nowy Meksyk)
Melrose – wieś w Stanach Zjednoczonych, w stanie Nowy Meksyk, w hrabstwie Curry.